# Premi a la divulgació (Saló del Còmic de Barcelona)

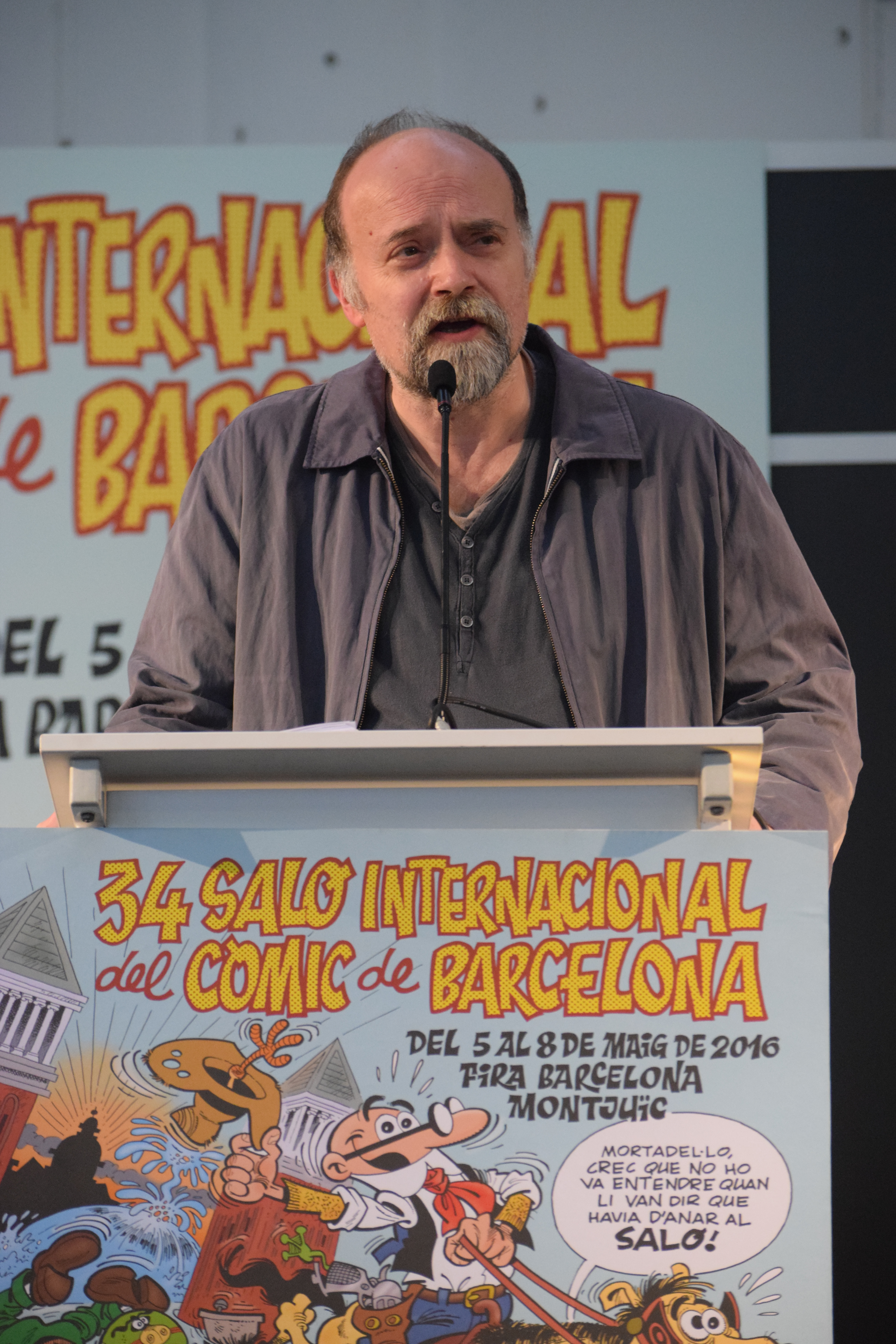
El divulgador de còmics Antoni Guiral (Foto de 2016).

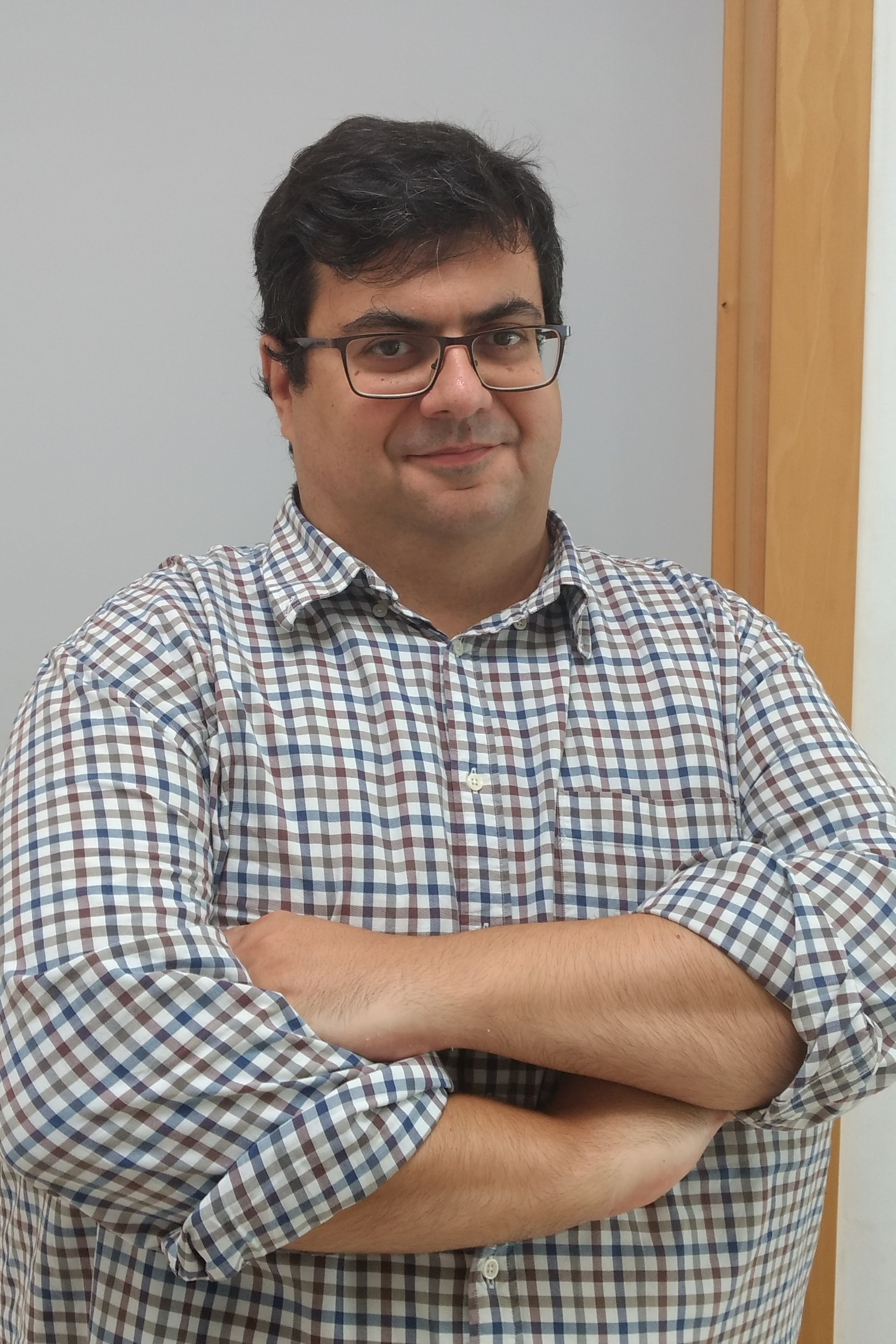
Álvaro Pons, promotor de la web La carcel de papel (Foto de 2017).

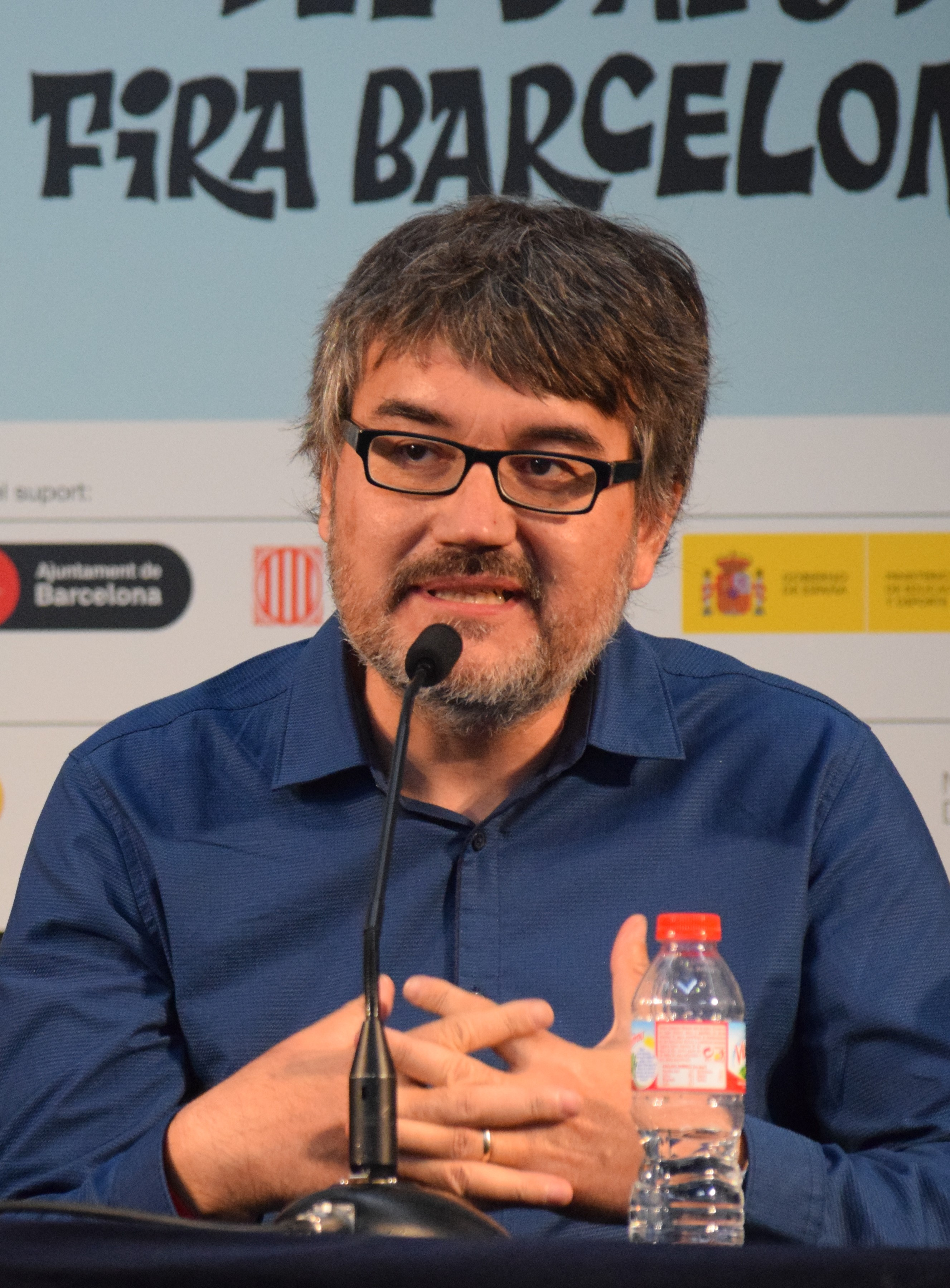
L'autor Santiago García a la 34a edició del Saló (Foto: 2016).

El Premi a la divulgació del Saló Internacional del Còmic de Barcelona fou un guardó anual destinat a premiar la millor divulgació nacional sobre còmic. Fou concedit en cinc ocasions per Ficomic, entre la 25a edició (2007) i la 29a edició (2011) del Saló Internacional del Còmic de Barcelona. No obsant, de 1984 a 1986 ja hi havia hagut un premi destinat a reconèixer la divulgació i l'estudi del còmic, que havia sigut concedit directament pel comitè organitzador del Saló, atès que Ficomic encara no existia.
El 2012 el premi a la divulgació es va deixar d'entregar, essent suprimit dins del marc d'una gran remodelació dels premis atorgats per Ficomic al Saló, que va afectar també a molts altres premis.

## Palmarès (primera etapa)
Els primers premis del Saló Internacional del Còmic de Barcelona es van començar a atogar a partir de l'edició de 1984. Eren uns premis anomenats Premis Ciutat de Barcelona de Còmic, previs al naixement de Ficomic el 1988. Els guardons es concedien en un total de deu disciplines dins de la categoria nacional, més cinc disciplines addicionals dins de la categoria internacional. Els premis es van concedir al llarg de tres edicions, des de 1984 fins a 1986, malgrat que aquest darrer any el Saló no es va arribar a celebrar. Els premis van deixar-se d'atorgar quan el 1987 el Saló per segon any consecutiu tampoc es va celebrar.
Dins de la categria nacional, es concedien dos premis que poden ser interpretats com l'antecedent al premi a la millor divulgació. D'una banda, el "premi a la millor recerca en el món del còmic" i, d'altra banda, el "premi al millor treball de divulgació". Es dona el fet que el crític de còmic Manuel Darias va rebre el guardó en dues ocasions: a la primera etapa el 1986, i a la segona etapa el 2008.
| Any  | Millor recerca          | Millor divulgació | Ref.  |
| ---- | ----------------------- | ----------------- | ----- |
| 1984 | Antoni Remesar          | Josep Toutain     |       |
| 1985 | Antonio Martín          | -                 |       |
| 1986 | Acadèmia de Còmics Joso | Manuel Darias     | [ 1 ] |

## Palmarès (segona etapa)
El 2007, a l'edició en la qual el Saló del Còmic celebrava el seu 25è aniversari, el palmarès es va veure ampliat amb la reintroducció del "premi a la millor divulgació", en aquesta ocasió concedit per Ficomic, que desde 1988 era l'entitat organitzadora del Saló. No obstant, el nou guardó només es va concedir al llarg de cinc edicions, desapareixent de nou el 2011.
| Any                              | Llista de nominats |
| -------------------------------- | ------------------ |
| 2007                             |                    |
| Antoni Guiral                    |                    |
| Jordi Costa                      |                    |
| Manuel Darias                    |                    |
| Miradas 2                        |                    |
| Álvaro Pons (La carcel de papel) |                    |
| 2008                             |                    |
| Manuel Darias                    |                    |
| Pepo Pérez (Es muy de cómic)     |                    |
| Álvaro Pons (La carcel de papel) |                    |
| Jaume Vidal                      |                    |
| Yexus                            |                    |
| 2009                             |                    |
| Álvaro Pons (La carcel de papel) |                    |
| Pepo Pérez (Es muy de cómic)     |                    |
| Yexus                            |                    |
| Borja Crespo                     |                    |
| Toni Boix (Zona Negativa)        |                    |
| 2010                             |                    |
| Entrecomics                      |                    |
| Manuel Barrero                   |                    |
| Borja Crespo                     |                    |
| Pepo Pérez                       |                    |
| Yexus                            |                    |
| 2011                             |                    |
| Santiago García                  |                    |
| Borja Crespo                     |                    |
| Pedro Porcel                     |                    |
| Yexus                            |                    |